# Enveitg
Enveitg [ɑ̃vɛtʃ] (katalanisch Enveig [əmˈbɛtʃ]) ist eine französische Gemeinde des Départements Pyrénées-Orientales in der Region Okzitanien. Administrativ ist sie dem Kanton Les Pyrénées catalanes und dem Arrondissement Prades zugeteilt.

## Geografie
Das südfranzösische Bergdorf mit 614 Einwohnern (Stand 1. Januar 2022) befindet sich in der Landschaft Cerdanya im Tal der Carol direkt an der spanischen Grenze. Jenseits der Landesgrenze liegt die Kleinstadt Puigcerdà in Katalonien.

## Geschichte
Der Name Enveitg leitet sich vom Lateinischen invidium, französisch ‚enviée‘ (‚die Beneidete‘) ab.
| Jahr      | 1962 | 1968 | 1975 | 1982 | 1990 | 1999 | 2009 |
| --------- | ---- | ---- | ---- | ---- | ---- | ---- | ---- |
| Einwohner | 532  | 520  | 518  | 553  | 545  | 621  | 666  |

## Sehenswürdigkeiten

### Kirche
Die ursprünglich romanische Kirche Église Saint-Saturnin geht auf das 12. und 13. Jahrhundert zurück wurde aber im 17. und 18. Jahrhundert stark modifiziert. Die noch erhaltenen romanischen Fenster in der Apsis sind seit 1936 ein französisches Kulturdenkmal.
Das markante an der Kirche sind die anspruchsvoll konstruierten, dreifachen Fensternischen. Die Bögen der inneren Archivolten sind mit einem Zopfgeflecht verziert, wobei eine Rundwulst vorgelagert ist. Sie sind von Kapitellen flankiert, allerdings sind die Säulen nicht erhalten geblieben. Die Keilsteine der Rundbögen sind abgeschrägt und mit Kugeln verziert. Über den äußeren Bögen ist ein gezahnter Fries zu erkennen. Zwei Halbsäulen sind vorgelagert und schmücken die Apsis. Direkt über den Fenstern sind ebenfalls Verzierungen aus Kugeln und Zöpfen angebracht. Die Teile der Apsis, welche später hinzugefügt wurden, sind aus Bruchstein errichtet.

### Dolmen von Brangoly
Der Dolmen von Brangoly liegt im Ortsteil Brangoly der Gemeinde Enveigt ist eine vorchristliche Megalithanlage und seit 1976 ein französisches Kulturdenkmal.

## Verkehr
Enveitg wird von der Europastraße 9 (entspricht in Frankreich der Route nationale N20), welche Paris mit Barcelona verbindet, durchquert.
Latour-de-Carol - Enveitg ist die Endstation der Schmalspurbahn Ligne de Cerdagne, welche Villefranche-de-Conflent mit Enveitg verbindet. Der auf dieser Strecke verkehrende Zug wird wegen seines auffälligen gelben Anstrichs von der lokalen Bevölkerung oft Train jaune (gelber Zug) oder scherzhaft Le canari (Kanarienvogel) genannt. Die Bergbahn ist zu einem Touristenmagnet geworden. Die Fahrzeit für die gesamte Strecke (63 Kilometer) beträgt knapp drei Stunden.
Im Bahnhof Latour-de-Carol - Enveitg enden zudem die Regionalzüge aus Toulouse, ein täglicher Nachtzug aus Paris sowie einzelne Züge der Rodalies Barcelona aus der katalanischen Hauptstadt (Stand: 2020).
Es besteht zudem eine Regionalbus-Direktverbindung aus Perpignan.

## Galerie

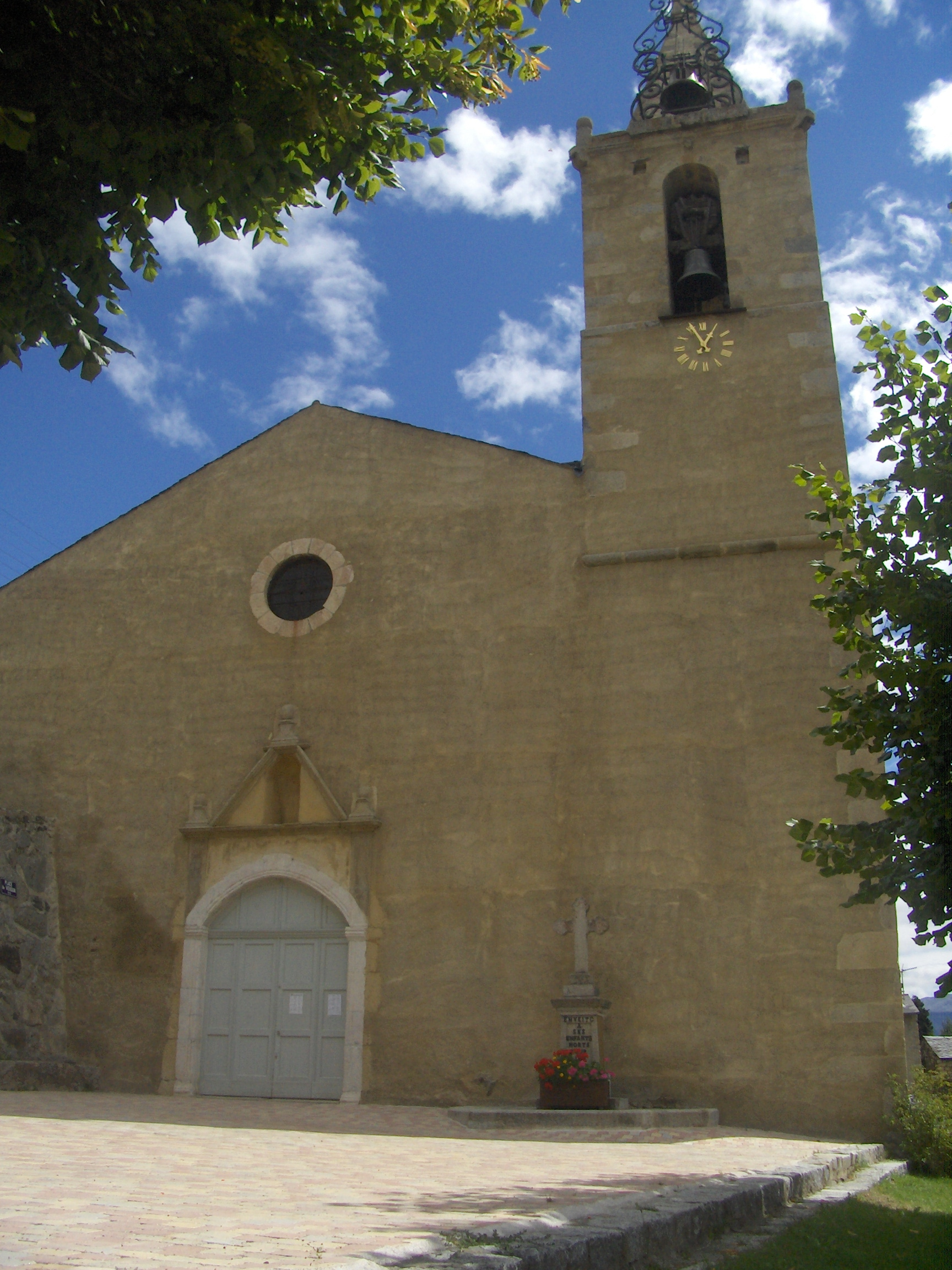
Kirche Saint-Saturnin
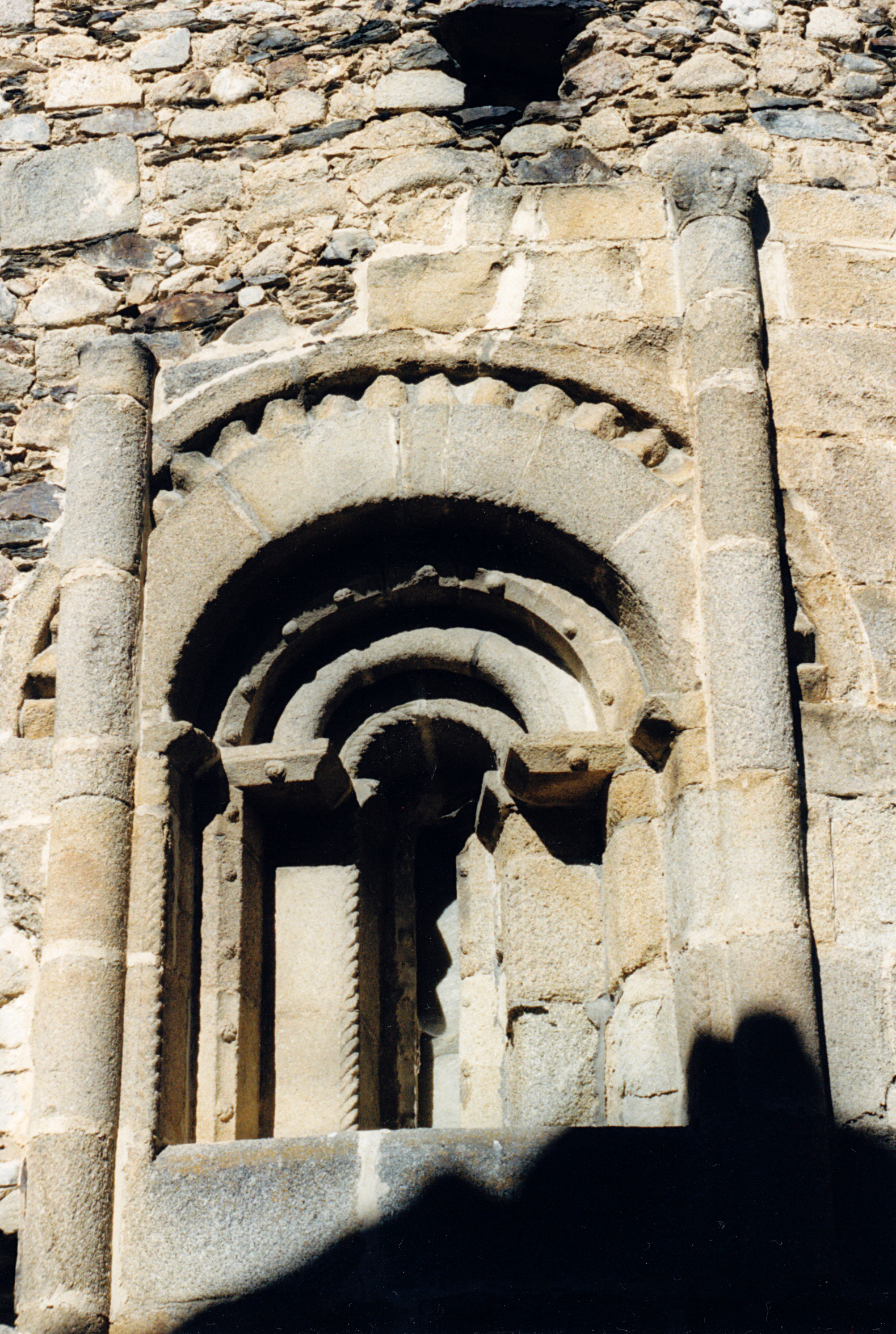
Fensterbogen in der Apsis der Kirche
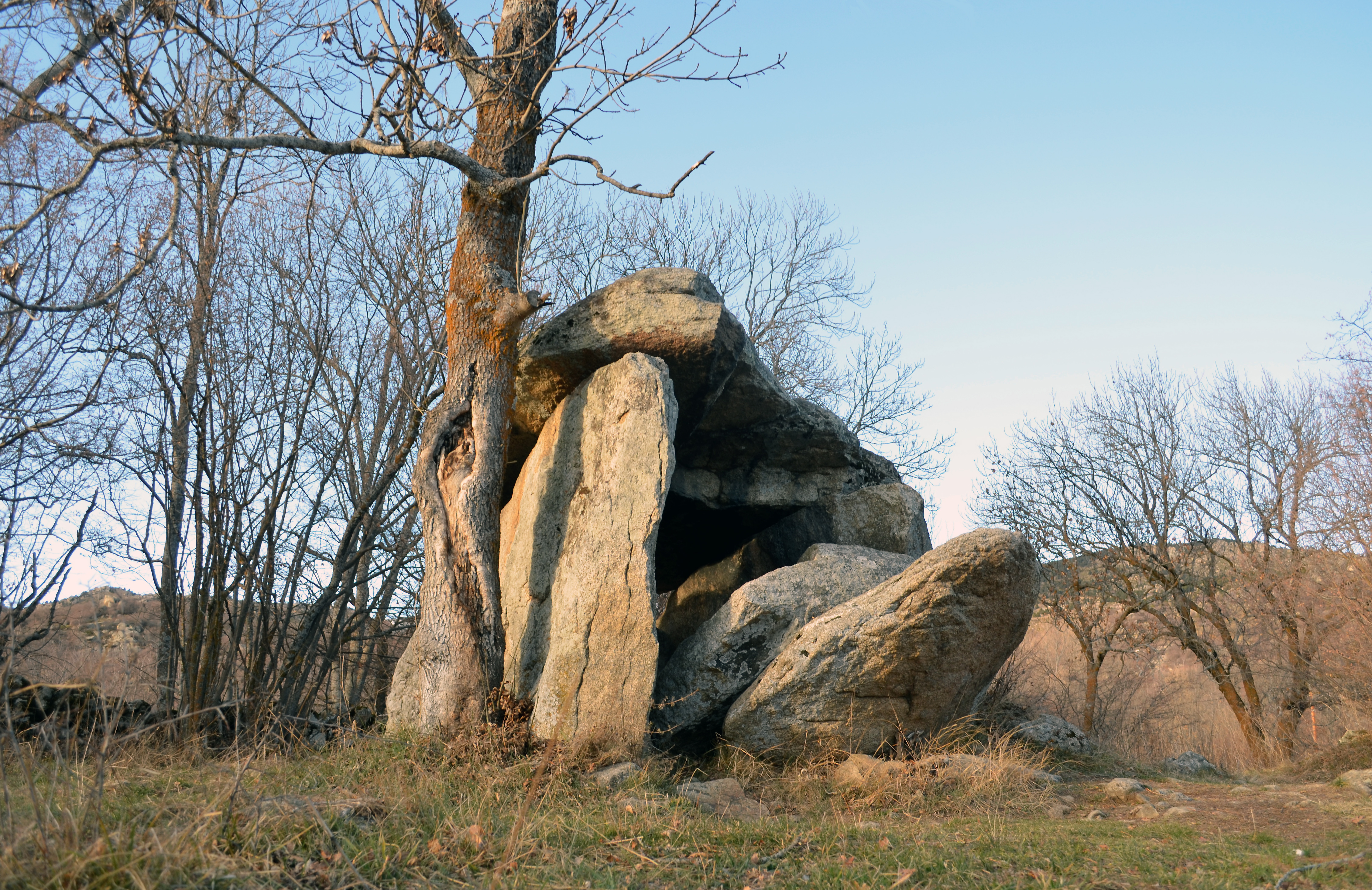
Dolmen von Brangoly
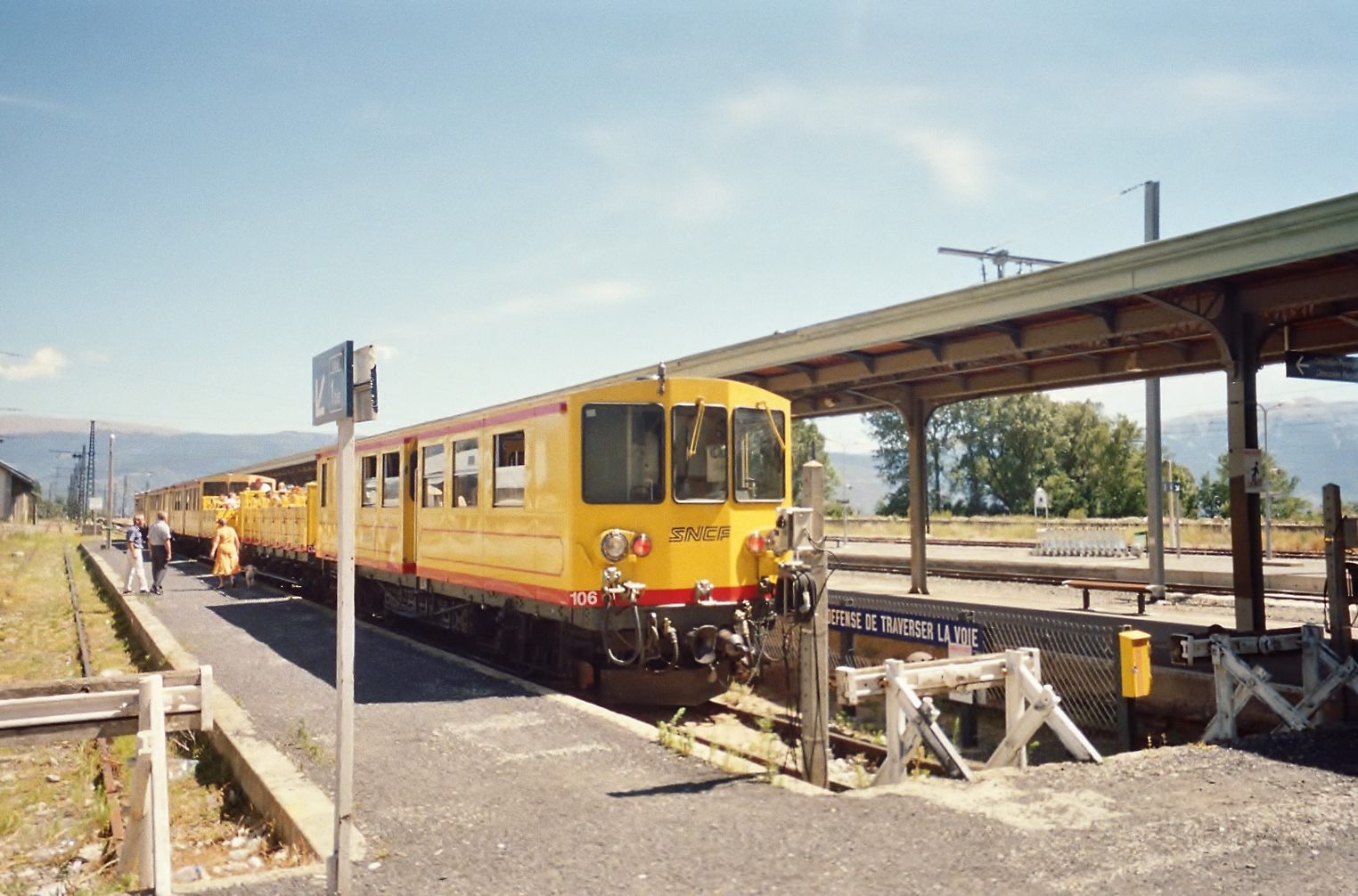
Endstation Pyrenäen des Train jaune